# Phlogios (Sohn des Deimachos)
Phlogios ist eine heroische Gestalt der griechischen Mythologie, Sohn des Deimachos, Begleiter des Herakles, Teilnehmer an der Argonautenfahrt, zusammen mit seinen Brüdern Autolykos und Deileon Oikist in Sinope am Schwarzen Meer. Auf Grund seiner Abstammung gehört er möglicherweise zum sagenhaften Volksstamm der Lapithen.

## Name
Der Name kommt vom griechischen Φλόγιος, Phlógios, lateinisch und deutsch mit gleicher Betonung auch Phlógius. Die Bedeutung ergibt sich aus dem Adjektiv φλόγιος, phlógios, einer Nebenform von φλόγεος, phlogeos, hell wie Feuer, flammend, glänzend. (Etymologischer Kern ist φλόξ, phlóx, Brand, Feuer, Glut.) Er wäre dann also der Flammende oder Hellscheinende, ein durchaus heroischer Name für einen Lapithen, der im Schwarzen Meer an Feldzügen gen Osten teilnimmt.

## Mythos
Plutarch erzählt folgenden mythologischen Rahmen: Phlogios und seine zwei Brüder seien von Thessalien aus dem Zug des Herakles gegen die Amazonen gefolgt, hätten diesen aber verloren und in der Nähe Sinopes Schiffbruch erlitten. Nach der Eroberung und Besiedlung Sinopes seien sie von vorbeifahrenden Argonauten aufgenommen und wieder nach Thessalien zurückgebracht worden. Phlogios liefert dabei keine eigenen Geschichten oder Aktionen, er ist mehr ein Statist an der Seite des Autolykos, der die führende Rolle bei dem Feldzug und der Besiedlung Sinopes einnahm. Mit der brüderlichen Entourage, Phlogios und Deileon, wird der Mythos des Autolykos ausgeschmückt und aufgewertet. Von Phlogios bleibt nicht mehr als sein strahlender Name.